# Re bemol mayor
La tonalidad de Re bemol mayor (Re♭M en el sistema europeo o internacional; y D♭ el sistema anglosajón) es la que contiene los siete sonidos de la escala mayor de re♭. Su armadura tiene cinco bemoles: si, mi, la, re y sol.
Su relativo menor es si bemol menor, su tonalidad homónima es re♭ menor, y sus tonalidades enarmónicas son do sostenido mayor y si doble sostenido mayor.
La escala de re♭ mayor ascendente (de más grave a más agudo) : re♭, mi♭, fa, sol♭, la♭, si♭, do; y su acorde tríada de tónica: re♭, fa, la♭.

## Características
Desde la popularización de la afinación por temperamento igual, no hay ninguna tonalidad que tenga un «carácter» propio porque  todas las tonalidades mayores son una transposiciones del mismo modelo, y como consecuencia, los intervalos no cambian. Es decir, que todas las tonalidades mayores suenan igual. Por eso, las asociaciones que se hacen con cada tonalidad son a nivel personal y pueden ser muy diferentes. 
Antes de finales del siglo XIX, se afinaba con temperamentos distintos (o sea, cada tonalidad sonaba ligeramente distinta). Por lo tanto, cada tonalidad tenía asociada unas cualidades. Re♭ mayor era la «una tonalidad lasciva que degenera en pena y arrebato.».
Hector Berlioz llamó a esta tonalidad «majestuosa» en su Gran Tratado de Instrumentación mientas que a su tonalidad enarmónica, do♯ mayor, la definió como «menos imprecisa que do♭ mayor y más elegante que esta».

## Obras en re♭mayor
- Claro de luna de Claude Debussy
- Nocturno en re♭ mayor, op.27, n.º 2 de Frédéric Chopin
- Berceuse (canción de cuna) de Frédéric Chopin
- Tercer estudio (Un sospiro) de Trois Études de Concert, de Franz Liszt

## Otras Tonalidades
| Tonalidad   | 7 ♭       | 6 ♭        | 5 ♭       | 4 ♭       | 3 ♭       | 2 ♭       | 1 ♭      | 0        | 1 ♯       | 2 ♯      | 3 ♯       | 4 ♯       | 5 ♯        | 6 ♯       | 7 ♯       |
| Modo mayor: | do♭ mayor | sol♭ mayor | re♭ mayor | la♭ mayor | mi♭ mayor | si♭ mayor | fa mayor | do mayor | sol mayor | re mayor | la mayor  | mi mayor  | si mayor   | fa♯ mayor | do♯ mayor |
| Modo menor: | la♭ menor | mi♭ menor  | si♭ menor | fa menor  | do menor  | sol menor | re menor | la menor | mi menor  | si menor | fa♯ menor | do♯ menor | sol♯ menor | re♯ menor | la♯ menor |